# Pero minopenaria
Pero minopenaria är en fjärilsart som beskrevs av Charles Oberthür 1912. Pero minopenaria ingår i släktet Pero och familjen mätare. Inga underarter finns listade i Catalogue of Life.